# Ottokár Prohászka

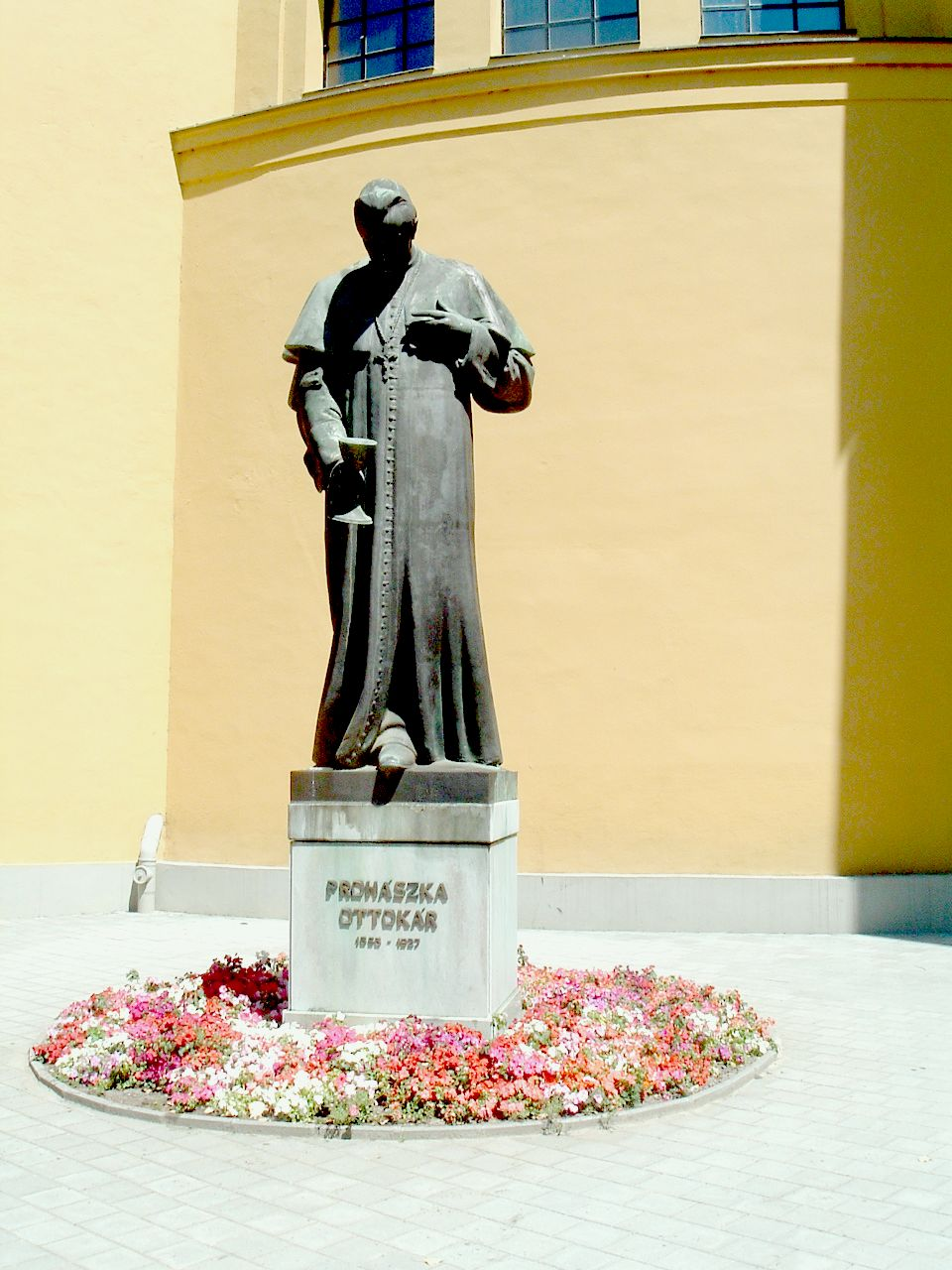
Socha Ottokára Prohászky ve Stoličném Bělehradě

Ottokár Prohászka [proháska] (maďarsky Prohászka Ottokár, 10. října 1858, Nitra – 2. dubna 1927, Stoličný Bělehrad) byl uherský a maďarský římskokatolický teolog a biskup ve Stoličném Bělehradě v letech 1905 až 1927. Byl českého původu, jeho rodina, původně žijící na Moravě, však již byla poněmčena. Prohászka byl inspirován myšlenkami křesťanského socialismu a nenáviděl modernismus, kapitalismus a židy (kteří byli v jeho představách s modernismem a kapitalismem neoddělitelně spojeni). Pro svůj antisemitismus byl Prohászka vnímán v rámci římskokatolické církve i mimo ni jako kontroverzní osobnost.